# ゴルゴーナ島
これは英語版からの翻訳を含む記事です。
ゴルゴーナ島 (ゴルゴーナとう、Gorgona) は、ティレニア海に浮かぶイタリアの島でトスカーナ群島の一つで最も北にあり、イタリアの西海岸にある諸島の一つである。
コムーネとしてはイタリア本土のリヴォルノ県に属する。
コルシカ島とリヴォルノ県の間にある、この小さな島では、この島に隔離され生存している野生生物 (特に海鳥) が特筆される。そのほかには、中世のゴルゴーナ修道院がある。修道院の閉鎖後、その土地と建物は流刑地として使われ現在にいたっており、許可を得た者のみ入島が可能である。